# Любогощ (Всховський повіт)
Любогощ (пол. Lubogoszcz) — село в Польщі, у гміні Слава Всховського повіту Любуського воєводства.
Населення — 640 осіб (2011).
У 1975-1998 роках село належало до Зеленогурського воєводства.

## Демографія
Демографічна структура станом на 31 березня 2011 року:
|          | Загалом | Допрацездатний вік | Працездатний вік | Постпрацездатний вік |
| -------- | ------- | ------------------ | ---------------- | -------------------- |
| Чоловіки | 326     | 68                 | 240              | 18                   |
| Жінки    | 314     | 63                 | 207              | 44                   |
| Разом    | 640     | 131                | 447              | 62                   |